# 伊庭氏の乱
伊庭氏の乱（いばしのらん）とは、戦国時代初頭に近江国の守護である六角高頼と守護代の伊庭貞隆の間で行われた内紛のことである。

## 前史
長禄4年（1460年）、わずか6歳で家督を継いだ高頼は、応仁の乱勃発の時にはまだ11歳であり、六角氏の西軍への参加は六角氏の一門である山内政綱と守護代の伊庭貞隆主導で決定されたと考えられている。その後、彼らの助けで応仁の乱を乗り切ったが、その関係は円滑ではなく、文明11年（1479年）8月には伊庭貞隆と意見が対立した高頼が京都の屋敷を出て一色義直の邸宅に逃げ込む騒動を起こしている（『雅久宿禰記』）。その後、室町幕府による2度の六角征伐があり、家中はまとまってこれに抵抗している。なお、延徳3年（1492年）11月には高頼から講和の使者として将軍足利義材の下に派遣された山内政綱を義材が謀殺したにもかかわらず、2年後の11月には新将軍足利義澄の下で政綱の息子である就綱を新しい近江守護に任じて高頼に叛旗を翻させるなど、明応4年（1495年）7月に幕府と六角氏が正式に和睦するまで六角家中は不安定な状態が続いていた。明応8年（1499年）、明応の政変で失脚していた前将軍足利義材が越前国の朝倉氏を味方を付けた上で、六角高頼や伊庭貞隆を寝返らせて上洛を試みた。しかし、高頼と貞隆はこれを拒み、上洛してきた義材を撃退している。

## 第一次伊庭氏の乱
文亀2年（1502年）10月、六角高頼が伊庭貞隆を咎めたところ、貞隆とその一族は出奔、11月には再起を図っていた山内就綱の協力を得て挙兵をすると、12月26日には馬淵城・永原城を攻め落とした。高頼は観音寺城を出て蒲生貞秀を頼って音羽城に落ち延びた。
伊庭貞隆は音羽城を攻め、翌文亀3年（1503年）3月には細川政元の内衆である赤沢朝経も伊庭氏の援軍に駆けつけた。しかし、6月には赤澤朝経が京都に帰還し、朝経の主君である細川政元の仲介で高頼と貞隆は和睦して、貞隆の息子とみられる六郎が高頼と対面した。六郎と山内就綱は間もなく京都に脱出して細川政元を頼ったが、貞隆は永正元年（1504年）には守護代としての職務を再開している。また、永正9年（1511年）には将軍に復帰していた足利義稙（かつての義材）が後奈良天皇の即位式のための段銭徴収を守護代である伊庭貞隆に命じている。

## 第二次伊庭氏の乱
ところが、永正11年（1514年）2月19日になって、伊庭貞隆は息子の貞説（六郎と同一人物かは不詳）と共に再び出奔して、六角氏と対立する北近江の京極氏および浅井氏の支援を受けて南近江で六角高頼と戦った。
永正17年（1520年）、六角軍は伊庭氏の有力被官である九里氏の拠点であった九里城を攻めて伊庭氏・九里氏を六角領から排除した。当時の六角氏当主であった六角定頼（高頼は隠居中）は細川高国に要請して五反帆の大船を兵庫津から琵琶湖に回航させているが、京都から先は船では入れなかったために牛車を用いて京都市中を引っ張って近江国内まで陸送したという（『二水記』永正17年8月11日条）。
六角氏と伊庭氏および京極氏の戦いは断続的に続くが、大永5年（1525年）に六角軍が京極軍を打ち破って九里氏を滅ぼしたことで事実上終焉し、それまでの所領や所職のほとんどを没収された伊庭氏は本領である神崎郡伊庭（現在の滋賀県東近江市）のみを安堵された。この間に六角高頼と跡を継いだ氏綱は病死し、氏綱の弟である承亀が還俗して「六角定頼」と名乗って新たな体制を構築することになる。また、伊庭氏の被官たちも乱の過程で六角氏によって直臣に取り込まれていき、中でも池田氏に至っては六角氏綱死去の際には池田三郎左衛門尉が氏綱側近として定頼への家督継承に関わるまでになっている。
また、六角氏と京極氏との関係で言えば、京極氏が乱中の大永3年（1523年）に発生した梅本坊公事と称された家督争いによって混乱した中で六角氏に敗北したことでその権威は没落して浅井氏に取って代わられている。しかし、乱の結果として、両勢力の混在していた犬上郡・愛知郡の支配権は六角氏に奪われることになる。その状況が再び変化するのは永禄3年（1560年）の野良田の戦いで浅井氏が六角氏に勝利して再び南下を始めて以降になる。

## 備考
従来、伊庭氏の乱は伊庭氏が守護代の地位を背景に権力を強めて六角氏の守護としての権力を脅かした結果として排除されたと解されてきた。
しかし、六角氏内部の研究が進むにつれて、六角氏と伊庭氏の権限の衝突を示すような文書等は確認できず、他の要素に原因を求めるようになった。1つは『文亀年中記写』という記録に登場する伊庭氏と馬淵氏という同じ六角氏の重臣同士の対立である。これは伊庭氏とその被官であった永原氏の居城である馬淵城と永原城が第一次の乱の際の攻撃目標になっていることからも裏付けられる。なお、乱の過程で馬淵氏も没落したらしく、被官であった永原氏は馬淵氏から自立して六角氏の傘下でありながら室町幕府とも直接関係を持って野洲郡に台頭していくことになる。
もう1つは明応の政変以降の外交関係に原因を求める考えである。前述のように、明応8年（1499年）に前将軍・足利義材（後の義稙）が将軍職に復帰するために六角氏に協力を仰いだ際に六角高頼と伊庭貞隆はこれを拒んだものの、前述の馬淵氏や蒲生氏のようにこれに応じる動きを見せる動きもあった。六角高頼はかつて義材による討伐を受けた（六角征伐）ことから現将軍である現将軍である足利義澄やその後見人である細川政元との関係を維持していたものの、義澄も将軍就任直後には高頼に代えて前述の山内就綱を守護に立てようとするなど必ずしも円満ではなく、後に高頼は義澄と距離を置くようになる。六角家中が足利義材派に転じていく中で、従来通り足利義澄派に留まって政治的に孤立していった伊庭貞隆が高頼の不興を買った結果として挙兵に至った、とみられている。実際、細川政元が赤澤氏を伊庭氏の援軍として派遣したり、両者の仲介にあたったりしているのは、近江国内に義尹方の勢力が広がるのを阻止する狙いがあったと考えられている。ところが、細川政元が暗殺されたことで始まった永正の錯乱の結果、大内義興の支援を受けた足利義材が復帰して細川高国が細川京兆家の当主となり、京都を脱出した足利義澄を伊庭氏の被官である九里氏が受け入たことで、永正7年（1510年）2月には細川高国が足利義材の許しを得て九里氏とその主君である伊庭氏の討伐を開始した。戦いは細川澄元の支援を受けた伊庭氏・九里氏の勝利に終わったものの六角氏は救援には応じず、次第に六角氏と伊庭氏の間に溝が深まったとみられている。なお、足利義澄を九里氏が受け入れた際に義澄派である主人の伊庭貞隆がどこまで関与していたかは不明で、結果的に伊庭貞隆は強硬派のとばっちりで細川高国の討伐を受け、主君である六角高頼からも見捨てられる構図になってしまった可能性もある。